# Zwężka Venturiego

Pomiar zwężką Venturiego dla gazów

Pomiar zwężką Venturiego dla cieczy

Zwężka Venturiego, dysza Venturiego – przepływomierz – przyrząd służący do pomiaru szybkości przepływu płynu (cieczy lub gazu), wynaleziony przez Giovanniego Battistę Venturiego. Zasada jej działania jest ilustracją prawa Bernoulliego:
{\displaystyle \rho gz+{\frac {\rho v^{2}}{2}}+p={\text{const}},}
gdzie:
{\displaystyle z} – wysokość w układzie odniesienia, w którym liczona jest energia potencjalna,
{\displaystyle v} – prędkość płynu,
{\displaystyle g} – przyśpieszenie ziemskie,
{\displaystyle \rho } – gęstość płynu,
{\displaystyle p} – ciśnienie płynu w rozpatrywanym miejscu.
W rurze o stałej powierzchni przekroju poprzecznego {\displaystyle (A_{1}),} w której przemieszcza się płyn z szybkością {\displaystyle v_{1},} znajduje się przewężenie o powierzchni przekroju poprzecznego {\displaystyle (A_{2}),} gdzie płyn przyśpiesza do wartości {\displaystyle v_{2}.}
Przyśpieszenie to wynika bezpośrednio z równania ciągłości strugi, gdzie strumień objętości lub masy w każdym rozpatrywanym przekroju przepływu musi być sobie równy:
{\displaystyle Q={\frac {V}{t}}={\dot {V}}=A_{1}v_{1}=A_{2}v_{2}={\text{const}}.}
Dla płynów nieściśliwych (o stałej objętości), gęstość nie ulega zmianie dlatego może być pominięta
{\displaystyle {\dot {m}}=\rho {\dot {V}}=\rho _{2}A_{1}v_{1}=\rho _{2}A_{2}v_{2}={\text{const}}.}
W przypadku płynów ściśliwych, o ile zmiana gęstości w przepływie jest znacząca powinna być uwzględniona
W klasycznej zwężce Venturiego do pomiaru wykorzystuje się manometr różnicowy. Za pomocą pomiaru różnicy ciśnień statycznych przed zwężeniem {\displaystyle p_{1}} i na zwężeniu {\displaystyle p_{2}} oraz znanym stosunku przekrojów {\displaystyle A_{1}} i {\displaystyle A_{2},} możliwe jest wyznaczenie, prędkości płynu {\displaystyle v_{1}} i {\displaystyle v_{2},} strumienia objętości {\displaystyle Q} i strumienia masy {\displaystyle {\dot {m}}.}
Przez pomiar różnicy poziomów cieczy manometrycznej {\displaystyle h,} można wyznaczyć różnicę ciśnień statycznych {\displaystyle \Delta p=\mid p2-p1\mid =\rho gh.}
Z prawa Bernoulliego oraz warunku ciągłości przepływu wynika, że różnica kwadratów szybkości płynu przed zwężką i na niej jest wprost proporcjonalna do różnicy ciśnień przed zwężką i na niej. Innymi słowy, w miejscu mniejszego przekroju rurki ciśnienie jest mniejsze, a spadek zależy od szybkości przepływu płynu.
Przepływ (strumień objętości) określa wzór:

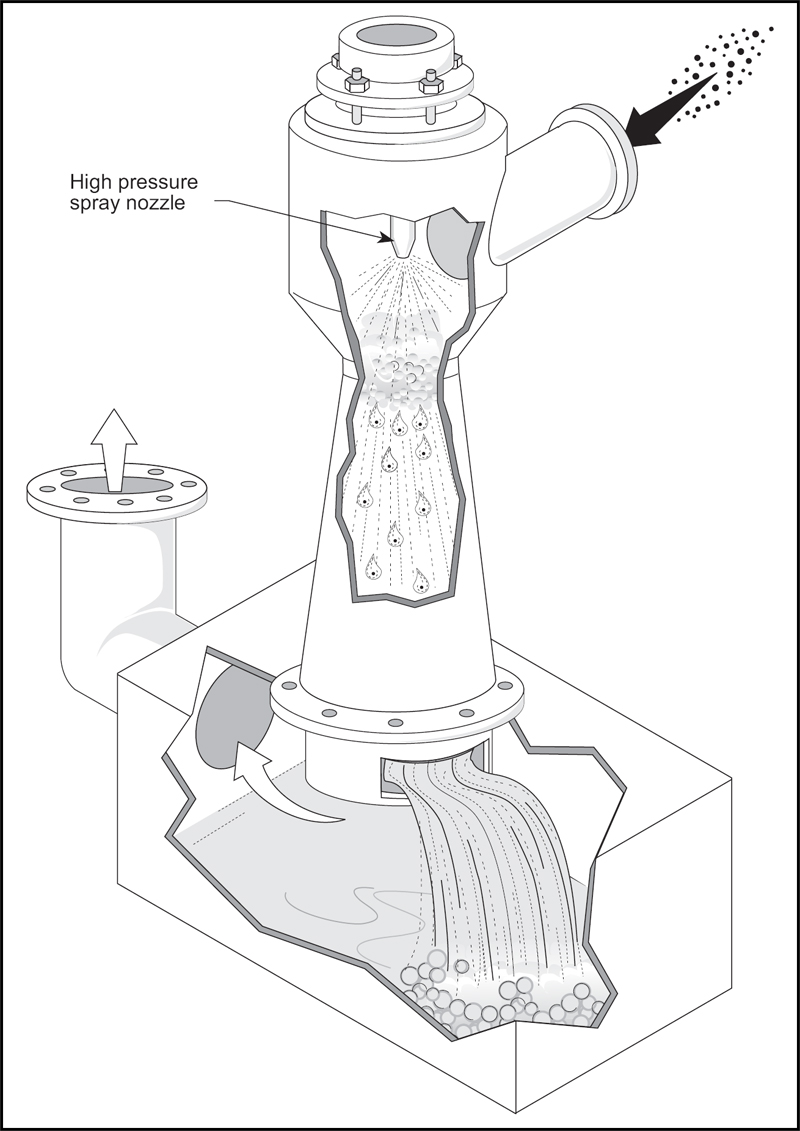
Eżektorowy skruber Venturiego

{\displaystyle Q=A_{1}{\sqrt {\frac {2\left(p_{1}-p_{2}\right)}{\rho \left(\left({\frac {A_{1}}{A_{2}}}\right)^{2}-1\right)}}}=A_{2}{\sqrt {\frac {2\left(p_{1}-p_{2}\right)}{\rho \left(1-\left({\frac {A_{2}}{A_{1}}}\right)^{2}\right)}}},}
gdzie:
{\displaystyle A} – pole przekroju poprzecznego rurki,
{\displaystyle p} – ciśnienie,
{\displaystyle \rho } – gęstość płynu.
Obecnie w celach pomiarowych wykorzystuje się działające na tej samej zasadzie kryzy.
Zjawisko Venturiego znalazło szerokie zastosowanie w miejscach, gdzie wymagane jest wytworzenie podciśnienia, na przykład w różnego rodzaju strumienicach, między innymi laboratoryjnych wodnych pompkach próżniowych lub w eżektorach absorberów zanieczyszczeń z przemysłowych gazów odlotowych (skruberów Venturiego). Jest również stosowana do sterowania w przepływowych bojlerach gazowych. Gdy wskutek przepływu wody spada jej ciśnienie, wówczas otwiera się zawór gazowy.